# FlyArystan
FlyArystan — казахстанская бюджетная авиакомпания (лоукостер), базирующаяся в Алматы. 

## История

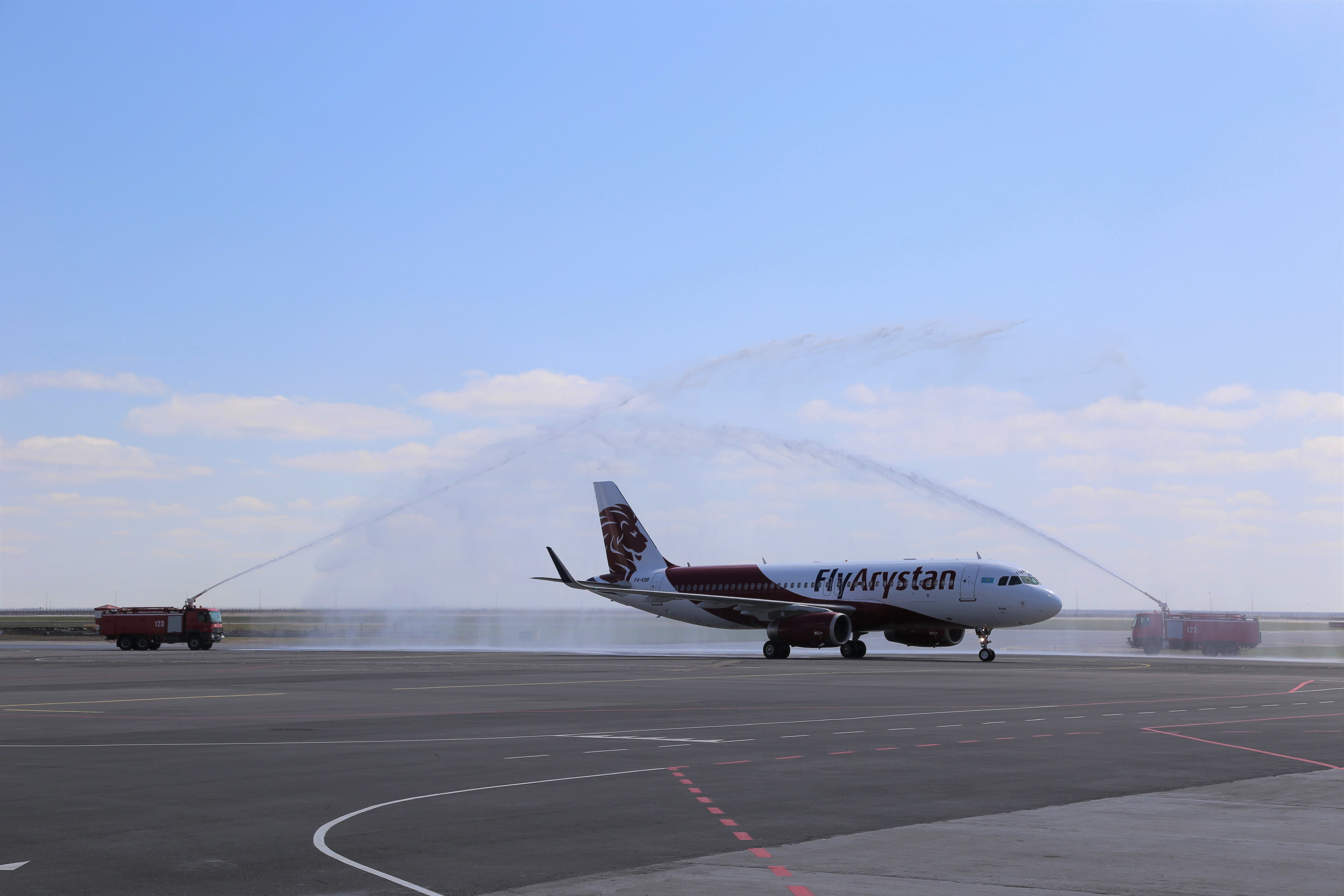
1 мая 2019 года первый рейс авиакомпании FlyArystan, вылетевший из Алма-Аты, встречают водяной аркой в аэропорту Астаны

Создание авиакомпании FlyArystan велось в течение 2018 года на базе «Эйр Астаны» работами по составлению законодательной и организационной базы для создания бюджетной авиакомпании и было одобрено совместными акционерами АО «Эйр Астана», Фондом национального благосостояния «Самрук-Казына» и BAE Systems, а также президентом Казахстана Нурсултаном Назарбаевым 2 ноября 2018 года.
Президент и главный исполнительный директор АО «Эйр Астана» Питер Фостер на пресс-конференции в Алма-Ате 6 ноября 2018 года заявил:
FlyArystan является с одной стороны, ответом на спрос на более дешёвые авиабилеты на более конкурентном местном рынке, с другой стороны, признание огромных возможностей для недорогих авиаперевозок по всей Центральной Азии и Кавказу.
Продажи FlyArystan стартовали 29 марта 2019 года на сайте авиакомпании. Авиакомпания начала выполнять коммерческие рейсы на внутренних регулярных рейсах, начиная с 1 мая 2019 года, между городами Алма-Атой и Астаной, Карагандой, Кокшетау, Таразом, Павлодаром, Шымкентом и Уральском на самолёте Airbus A320.
В 2023 году авиакомпания представила новую технологию — Baggage Drop off (BagJan) в Международном аэропорту Алматы, которая обеспечивает более быстрый и удобный процесс самостоятельной сдачи багажа.
В 2024 году FlyArystan получила собственный сертификат эксплуатанта (AOC) от Авиационной администрации Казахстана (AAK), подтверждающий соответствие казахстанскому авиационному законодательству и международным эксплуатационным стандартам. Это позволило FlyArystan получить собственный код IATA.
С 1 января 2025 года FlyArystan полностью перешла на собственный сертификат эксплуатанта и начала выполнять полёты под кодом FS.

### Рост рынка и авиакомпании
С 2018 года рынок внутренних авиаперевозок в Казахстане вырос на 55 % и достиг 9,3 млн кресел. По состоянию на 2023 год FlyArystan занимает 37 % рынка внутренних перевозок, увеличив долю рынка группы с 52 % в 2018 году до 67 % в 2023 году. С момента запуска FlyArystan в 2019 году авиакомпания увеличила количество пассажиров в 5,1 раза до 3,6 млн, а выручку — в 10 раз до 278 млн в 2023 году.
В январе 2020 года авиакомпания сообщила, что продала более миллиона билетов за 9 месяцев существования.

## Маршрутная сеть

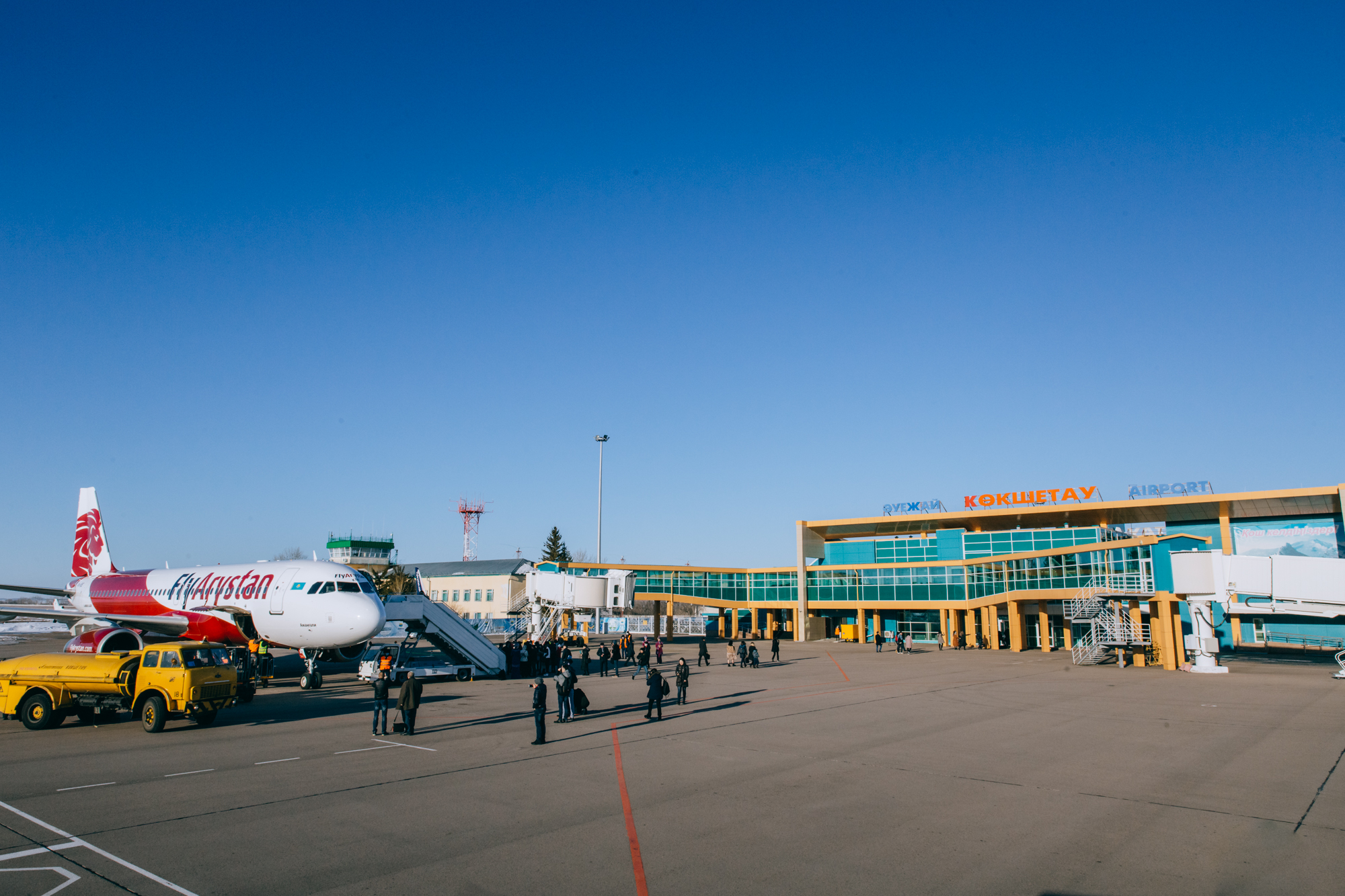
Airbus A320-200 в аэропорту Кокшетау

Полеты FlyArystan начались в мае 2019 года с двух бортов по шести направлениям: из Алматы в Астану, Тараз, Уральск, Караганду, Павлодар, Шымкент и обратно. В августе 2019 года количество направлений стало увеличиваться. Сейчас авиакомпания выполняет рейсы по обширной маршрутной сети, общее количество направлений выросло в 2,3 раза с момента запуска, а современный парк самолетов Airbus A320 базируется в Алматы, Астане, Атырау, Актау и Шымкенте.
Маршрутная сеть перевозчика включает более 14 внутренних рейсов по Казахстану и международные направления в Грузию, Азербайджан, Турцию, Индию, ОАЭ, Катар, Узбекистан и Китай.
Список направлений авиакомпании на май 2025 года:
- Астана
- Алматы
- Актау
- Актобе
- Атырау
- Караганда
- Костанай
- Кызылорда
- Павлодар
- Семей
- Туркестан
- Уральск
- Усть-Каменогорск
- Шымкент

 Азербайджан:
- Баку

 Грузия:
- Кутаиси

 Китай:
- Урумчи

- Инин

 Кыргызстан:
- Бишкек

- Тамчы (Иссык-Куль)

 Турция:
- Стамбул

 Узбекистан:
- Ташкент

## Флот
По состоянию на май 2025 года флот авиакомпании состоял из следующих самолётов:
Все самолёты авиакомпании состоят в одноклассной компоновке экономического класса.
На конец июня 2025 года воздушный флот FlyArystan состоит из 26 самолетов типа Airbus A320 конфигурацией 180/188 посадочных мест эконом-класса.
Борты получают названия в честь созвездий и звёзд: Leo, Aquila, Orion, Apus, Delphinus, Hercules, Pyxis, Sagitta, Draco, Vega, Rigel, Antares, Capella, Spica, Polaris, Sirius — которые авиакомпания предоставляет возможность выбирать своим пассажирам. 

## Руководство
12 августа 2024 года президентом АО «FlyArystan» был назначен Ричард Леджер, ранее занимавший должность вице-президента по продажам и маркетингу АО «Эйр Астана» и работающий в компании с 2006 года.

## Награды

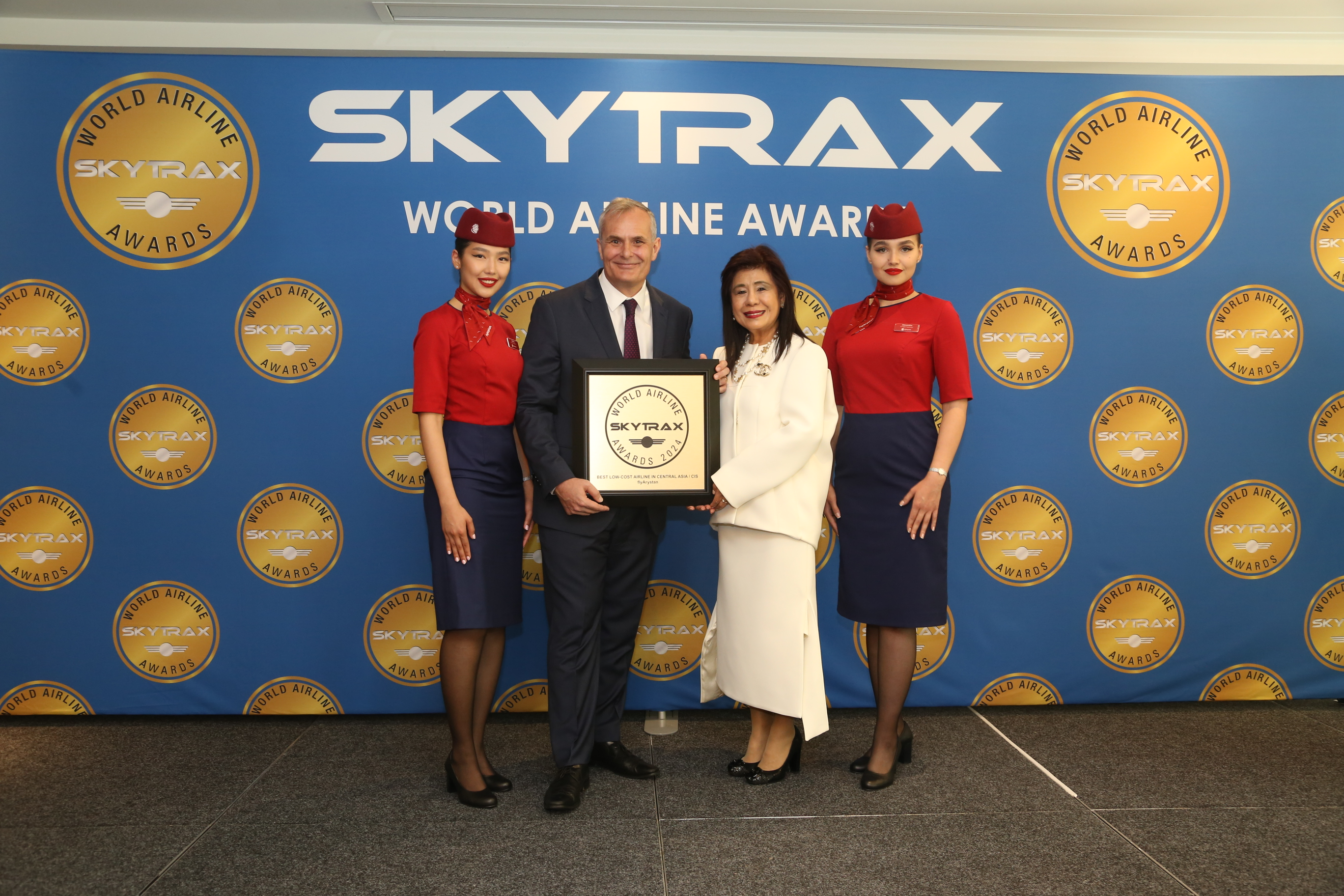
Церемония World Airline Awards2024 в отеле Fairmont Windsor Park (Великобритания)

В 2022 году FlyArystan прошла полный авиационный аудит Skytrax и получила высший на текущий момент балл аудита в 4 звезды.
20 июня 2023 года в Париже прошла ежегодная международная выставка Paris Air Show, на которой состоялась 24-я церемония вручения наград World Airline Awards. Казахстанская авиакомпания FlyArystan впервые приняла участие в ней и получила награду как «Лучший лоукостер Центральной Азии и СНГ».
24 июня 2024 года в лондонском отеле Fairmont Windsor Park состоялась церемония World Airline Awards2024, на которой авиакомпания вновь получила награду «Лучший лоукостер Центральной Азии и СНГ».
17 июня 2025 года в рамках международного авиасалона в Париж-Ле-Бурже FlyArystan третий год подряд стал «Лучшей бюджетной авиакомпанией в Центральной Азии и СНГ. 

## Благотворительность
В 2023 году авиаперевозчик оказал поддержку семьям погибших в результате разрушительного пожара в Абайской области, предоставив возможность бесплатных перелетов родственникам погибших и пожарным, участвовавшим в ликвидации стихийного бедствия, а также в перевозке гуманитарного груза. Более того, авиакомпания внесла свой вклад в восстановление леса в Абайской области после этой катастрофы, закупив и доставив 570 упаковок (280 литров) торфяного субстрата для выращивания растений на территории государственного лесного природного резервата «Семей Орманы». Данный запас торфяного субстрата был использован для 1 325 000 сеянцев с закрытой корневой системой, предназначенных для весенней посадки в 2024 году на общей площади в 315,5 гектаров.
В 2023 году FlyArystan официально запустила проект корпоративно-социальной ответственности «Көмек», целью которого является поддержка социально-уязвимых слоёв населения, путём предоставления льгот на коммерческие перелёты.
В 2024 году авиакомпания оказала поддержку общественному объединению «Территория успеха», которое занимается реабилитацией людей с ограниченными возможностями здоровья, в приобретении айтрекера.
В 2024 году FlyArystan совместно с авиакомпанией Air Astana оказала безвозмездную помощь в транспортировке гуманитарного груза для пострадавших от наводнения в Западном Казахстане. Она также предоставила волонтерам бесплатный перелет в оба конца для помощи пострадавшим на местах.
В 2024 году FlyArystan реализовала программу по восстановлению экосистемы в области Абай и приняла участие в посадке леса в государственном лесном природном резервате «Семей Орманы» на территории Морозовского филиала сегодня приняли участие представители казахстанского лоукостера, СМИ, блогосферы и общественности города Семей. 
В 2024 году казахстанский лоукостер выступил партнером общественного фонда Heart Center Foundation в рамках инициативы, направленной на повышение качества медицинской помощи и профессионального уровня врачей в регионах Казахстана. Авиакомпания обеспечила бесплатными перелетами ведущих специалистов Центра Cердца UMC из Астаны в казахстанские города для передачи своего опыта. В 2025 году FlyArystan и фонд Heart Center Foundation продолжают совместные усилия по организации мастер-классов для врачей в регионах.  
В 2025 году FlyArystan вновь поддержал организацию «Территория успеха» – на этот раз в рамках социального проекта «Үміт», направленного на реабилитацию детей с особыми потребностями, оставшихся без попечения родителей. Благодаря поддержке авиакомпании была реализована комплексная программа для группы детей с ДЦП, включающая лечебную физкультуру, занятия с остеопатами, логопедами и другими специалистами, а также помощь в социальной адаптации и обучении. 
Авиаперевозчик продолжает принимать участие в благотворительных проектах. Велось сотрудничество с фондами Asar-Ume, «Человек в маске», Sebebker Bol, Astana Physics Battle, Turkistan Marathon и Abyroi Run. Также FlyArystan активно поддерживает развитие спорта в Казахстане и является официальным авиаперевозчиком хоккейного клуба «Сарыарка».